# Cuisine campanienne
La cuisine campanienne est pratiquée en Campanie et compte des plats et produits issus d'une terre connue depuis l'Antiquité pour ses caractéristiques climatiques favorables un sol fertile grâce à l'activité volcanique d'une région du régime méditerranéen.

## Plats principaux
Le territoire est à l'origine notamment de la pizza, des lasagnes, de la sauce tomate, de la mozzarella di bufala et de la production de pâtes,.